# Minería en El Salvador
La minería en El Salvador para extraer oro y otros minerales en el territorio de dicho país, se remonta a antes de la independencia, pero lo cambios en la política a finales del siglo XX e inicios del XXI llevaron a que se redujera y finalmente se prohibiera hasta volver a ser legalizada en 2024.
Para inicios del siglo XX, la minería en El Salvador llegó a alcanzar fama en Europa, principalmente por los ricos depósitos con que cuenta el país de oro, plata, hulla, estaño, y plomo; una sola mina —la de El Divisadero— llegó a emplear a 5,000, por ejemplo, y según Simeón Muquerza y Sáenz, la riqueza minera sería tanto o más rica que la obtenida a partir de la agricultura, y para explotarla solo haría falta capital y personal técnico.Según el presidente de El Salvador en 2024, Nayib Bukele, en el 4% del área con potencial de explotación se han identificado reservas de 50 millones de onzas de oro.
La industria minera nacional colapsó durante la Guerra Civil Salvadoreña (1979-1992). Después de la guerra, el gobierno propuso 33 zonas mineras designadas y otorgó licencias de exploración a empresas estadounidenses, australianas y canadienses. "Líderes comunitarios" bloquearon con éxito la exploración en Chalatenango en 2005.
La empresa canadiense Pacific Rim Mining Corporation obtuvo un permiso para explorar la mina de oro El Dorado en 2002, pero se le negó la licencia para explotar en 2008, debido a la oposición política y, sobre todo, ciudadana.
La minería de metales metálicas en todas sus formas (artesanal o industrial, subterránea o a cielo abierto) fue prohibida en 2017,aunque la creación de un regulador minero en 2021 dio paso a especulaciones que apuntaban al levantamiento de la prohibición. Fue hasta diciembre del 2024 que el presidente de El Salvador Nayib Bukele envió a la Asamblea Legislativa una nueva Ley de la Minería Metálica que derogó la prohibición y con la que la minería a recuperado su estatus de legalidad.

## Historia
Se ha practicado la minería artesanal en el país desde antes de la independencia de 1821.
A principios del siglo XX, la mina de oro de Butters —que generaba 5,000 empleos—era la más productiva, tanto así, que su fama se extendía a Europa.Otras minas de oro se ubicaban en Chalatenango, Santa Ana, Loma Larga, Divisadero, Flamenco, etc.En cuanto a plata, San Miguel era el mayor generador de ésta riqueza.
Se había encontrado extraordinarios depósitos de hierro en Metapán, donde la concentración era del 80%, y por ende de calidad superior a los hierros vizcaínos que alimentaban la gran industria metalúrgica española, cuyo mineral apenas alcanzaba el 56%. Se buscaba completar el ferrocarril al puerto de La Unión para poder desarrollar la industria.Hulla dura, brillante y de buena calidad hay en Chalatenango, Cabañas, y en las costas del Golfo de Fonseca.Hay también depósitos de estaño en Chalatenango, y de plomo en Chalatenango y en Usulután.
La mina de oro de San Sebastián se inauguró en 1904; su gerente fue Harry Percival Garthwaite.Charles Boone estuvo a cargo de los laboratorios químicos de la empresa; Norris Cochran instaló los primeros taladros a aire comprimido en la América Central.Ralph V. Dewey fue superintendente a partir de 1916.En 1908-1909, las remesas de la producción de oro salvadoreño de Butters podían exceder la mitad de los valores transportados por los vapores que recorrían el Pacífico americano. Sin embargo, la industrialización de esa mina de oro provocó el envenenamiento masivo de cianuro, arsénico y mercurio del río San Sebastián.
En 1922 una nueva empresa empezó a explotar oro y plata en Metapán.La minería se convirtió en una actividad económica importante a nivel nacional en la década de 1970, cuando la empresa Commerce Group Corp, con sede en Waukesha, Wisconsin, industrializó la mina. 
La minería en El Salvador fue detenida por la guerra civil salvadoreña (1980-1992).
Después de la guerra, el gobierno de derecha de Alianza Republicana Nacionalista planificó 33 áreas para la minería y otorgó 28 licencias a compañías mineras australianas, canadienses y estadounidenses. El plan fue opuesto por parte de "líderes" de comunidades locales que alegaron no haber sido consultadas. La oposición comunitaria fue más fuerte en Chalatenango y Cabañas.
En 2005, la empresa canadiense Au Martinique Silver comenzó a realizar prospecciones en Chalatenango, a pesar de las objeciones de algunos "líderes comunitarios," quienes con el apoyo de la organización activista estadounidense Madison Arcatao Sister City Project detuvieron con éxito el proyecto.
En 2002, la empresa canadiense Pacific Rim Mining Corporation obtuvo una licencia para explorar la mina de oro El Dorado pero se le negó la licencia para explotar en 2008 por no haber cumplido con todos los requisitos requeridos para la obtención del permiso ambiental.La mina había estado en operación, según Oceana Gold, empresa que posteriormente adquiriría Pacific Rim Mining Corporation, de 1948 a 1953.Pacific Rim Mining denunció al gobierno de El Salvador frente al CIADI, iniciando un proceso de arbitraje que duró hasta que en 2016 el CIADI falló a favor del gobierno salvadoreño.

## La prohibición de la minería metálica
La minería metálica fue prohibida en 2017 en El Salvador, luego de una campaña liderada por la Mesa Nacional frente a la Minería Metálica, así como por toda una serie de organizaciones afines y de poblaciones locales de las zonas aledañas a las potenciales minas.Durante los 7 años que estuvo en vigor se trató de la única prohibición de minería en todas sus vertientes a nivel global.La campaña contó con un visible apoyo de la Iglesia Católica, que incluso se involucró en la elaboración de una iniciativa de ley.No obstante, dados los esfuerzos de la campaña ciudadana por elaborar sus propias propuestas de ley y el éxito de sus presiones, se puede decir que la prohibición de la minería metálica de 2017 es una ley ciudadana o elaborada por la ciudadanía.Incluso durante el período que duró dicha prohibición, la minería artesanal continuó y lo hizo utilizando mano de obra infantil.Es más, uno de los reclamos de la Mesa Nacional frente a la Minería Metálica fue que el gobierno de El Salvador nunca implementó el reglamento de la ley.

## La ley de minería del gobierno de Nayib Bukele
La agencia gubernamental Dirección General de Energía, Hidrocarburos y Minas se creó en octubre de 2021, durante el primer período de gobierno de Nayib Bukele.El arresto de activistas antiminería en enero de 2023, en medio de acusaciones sin evidencias de un asesinato ocurrido en 1989 durante la Guerra Civil Salvadoreña, provocó la especulación pública de que el gobierno de Nayib Bukele podría levantar la prohibición de minería.Fue a finales del 2024 que la pieza de correspondencia que legalizaba de nuevo la minería ingresó a la Asamblea Legislativa, logrando terminar con la prohibición de 2017 al ser la nueva pieza aprobada por la mayoría de los diputados en la votación del 23 de diciembre de 2024. Entre sus principales novedades destaca la prohibición del uso de mercurio y la de habilitar al Estado Salvadoreño como único responsable de explorar, extraer y procesar los minerales en el territorio nacional, eliminando la posibilidad de las concesiones a terceros que se promovieron con la anterior legislación minera. Aunque, la nueva ley, propone asocios con empresas privadas que no deben pasar por la Asamblea Legislativa.